# Клана
Клана је насељено место и седиште општине нa Kpacy у Приморско-горанској жупанији, Република Хрватска.

## Гeoгpaфијa
Haceљe Kлaнaн ce нaлaзи нa 564 м н/в нa бpдcкo плaнинcкoм дeлy Kpaca, пoнaд Pијечкoг зaливa (18 км cevepнo oд Pијекe), a oпштинa гpaничи ca Cлoвeнијом (ceвepнo) и Гopcким кoтapoм (иcтoчнo). Oпштини пpипaдajy ceлa: Бpeзa, Шкaлницa, Лиcaц и Cтyдeнa. Кpaj имa oштpy климy c peлaтивнo cлaбим yтицajeм тoплoг мopcкoг вaздyxa тe je лeти oмиљeнo излeтиштe Pијeчaнa.

## Историја
До територијалне реорганизације у Хрватској, налазила се у саставу старе општине Ријека.

## Становништво
На попису становништва 2011. године, општина Клана је имала 1.975 становника, од чега у самој Клани 1.203.

## Попис1991.
На попису становништва 1991. године, насељено место Клана је имало 1.180 становника, следећег националног састава:
| Попис 1991.‍   | Попис 1991.‍  | Попис 1991.‍ | Попис 1991.‍ | Попис 1991.‍ |
| ------------- | ------------ | ----------- | ----------- | ----------- |
|               |              |             |             |             |
| Хрвати        | Хрвати       |             | 1.067       | 90,42%      |
| Срби          | Срби         |             | 39          | 3,30%       |
| Југословени   | Југословени  |             | 24          | 2,03%       |
| Словенци      | Словенци     |             | 22          | 1,86%       |
| Италијани     | Италијани    |             | 1           | 0,08%       |
| Македонци     | Македонци    |             | 1           | 0,08%       |
| Муслимани     | Муслимани    |             | 1           | 0,08%       |
| неопредељени  | неопредељени |             | 5           | 0,42%       |
| регион. опр.  | регион. опр. |             | 6           | 0,50%       |
| непознато     | непознато    |             | 14          | 1,18%       |
| укупно: 1.180 |              |             |             |             |